# Etsuko Yakushimaru
Etsuko Yakushimaru  (やくしまるえつこ?, Yakushimaru Etsuko) (...) è una cantautrice, musicista e artista giapponese nota per aver cantato diverse sigle di anime, per le numerose attività artistiche e per le sperimentazioni musicali e scientifiche.
Come autrice si firma con lo pseudonimo Tica•α (ティカ・α?). Partecipa come autrice e cantante a vari gruppi fra cui TUTU HELVETICA, Yakushimaru Etsuko d.v.d (formazione di turnisti) e soprattutto Sōtaisei Riron (formazione fissa).
Oltre alla scrittura ed esecuzione di musica, Etsuko Yakushimaru si dedica anche a numerose altre attività creative fra cui l'illustrazione, la scrittura e la conduzione di programmi radiofonici. Ha collaborato sia come interprete sia come autrice con numerosi musicisti, fra cui Ryūichi Sakamoto, Giulietta Machine, Jim O'Rourke, Yōko Kanno e John Zorn.